# Идиот (филм)
Идиот је јапански филм из 1951. који је режирао Акира Куросава.